# Université d'Abomey-Calavi
Ne doit pas être confondu avec Université du Bénin (Nigeria).
L'université d'Abomey-Calavi (UAC) est une université publique béninoise située dans la commune d'Abomey-Calavi, près de Cotonou, dans le sud du pays.

## Historique
L'UAC a été fondée en 1970 sous le nom d'« université du Dahomey » ,. En 1975, l'établissement a été renommé « université nationale du Bénin », avant de prendre son nom actuel en 2001.

### Organisation
En 2006, le recteur et les vice-recteurs étaient élus par la communauté universitaire. C'est ainsi que le professeur Maxime da Cruz a été élu à la tête de l'équipe rectorale de l'université d'Abomey-Calavi (UAC) en 2017 pour la 4e élection rectorale de son histoire. Professeur au département de linguistique à la Faculté des Lettres, Langues, Arts et Communications (FLLAC) à l'université d'Abomey-Calavi (UAC), Maxime da Cruz a été durant six ans (deux mandats) vice-recteur chargé des affaires académiques aux côtés de l’ancien recteur Brice Sinsin,. Depuis 2021, avec la réforme enclenchée dans l'enseignement supérieur au Bénin, le recteur est désigné par une nomination prise en conseil des ministres. L'actuel recteur est le Professeur Félicien Avlessi, nommé lors du conseil des ministres du 13 octobre 2021,. Il remplace à ce poste Maxime da Cruz admis à la retraite,.
L’équipe rectorale est composée comme suit :
- Recteur : professeur Félicien Avlessi, titulaire d’un PhD en chimie obtenu à l’université pédagogique d’État de Saint-Pétersbourg ;
- 1er Vice-recteur chargé des affaires académiques : professeur Patrick Houessou
- 2e Vice-recteur chargé de la recherche universitaire : professeur Aliou Saïdou ;
- 3e Vice-recteure chargée de la coopération internationale, des partenariats et de l’insertion professionnelle : professeur Carine Kélomé.

Cette équipe est complétée par un secrétaire général et un agent comptable nommés par le gouvernement.

#### Recteurs
| N° d'ordre                    | Noms et prénoms               | Période                    |
| Université d'Abomey-Calavi    | Université d'Abomey-Calavi    | Université d'Abomey-Calavi |
| ----------------------------- | ----------------------------- | -------------------------- |
| 16e                           | Félicien Avlessi (nomination) | depuis 13 octobre 2021     |
| 15e                           | Maxime da Cruz (élu)          | 2017-2021                  |
| 14e                           | Brice Sinsin (élu)            | 2014 - 2017 2011 - 2014    |
| 13e                           | Norbert Cossi Awanou (élu)    | 2006 - 2011                |
| 12e                           | Salifou Alidou                | 2003 - 2006                |
| 11e                           | Issifou Takpara               | 2002 - 2003                |
| Université nationale du Bénin |                               |                            |
| 10e                           | Kémoko Osséni Bagnan          | 1996 - 2001                |
| 9e                            | Jean Gratien Zanouvi          | 1994 - 1996                |
| 8e                            | Lucien Gb. A. Chede           | 1992 - 1994                |
| 7e                            | Jean-Pierre Ezin              | 1990 - 1992                |
| 6e                            | Souleymane K. Bassabi         | 1985 - 1990                |
| 5e                            | Karim L. Dramane              | 1983 - 1985                |
| 4e                            | Jean Pliya                    | 1981 - 1983                |
| 3e                            | Nathanaël Mensah              | 1977 - 1981                |
| 2e                            | Vincent Dan                   | 1975 - 1977                |
| 1er                           | Édouard Adjanohoun            | 1970 - 1975                |
| Université du Dahomey         |                               |                            |
| 1er                           | Édouard Adjanohoun            | 1970 - 1975                |

## Facultés
L'université d'Abomey-Calavi compte cinq grandes facultés classiques dans les domaines du droit, des sciences économiques, des lettres, des sciences sociales et des sciences exactes   :
- Faculté des sciences humaines et sociales (FASHS) ;
- Faculté des lettres, langues, arts et communications (FLLAC) ;
- Faculté des sciences et techniques (Fast) ;
- Faculté de droit et de science politique (Fadesp) ;
- Faculté des sciences économiques et de gestion (FASEG).

### Écoles et formation
Dix-huit établissements à vocation professionnelle sont retrouvés à l'université d'Abomey-Calavi. Ils sont localisés à Abomey-Calavi, Cotonou, Porto-Novo, Ouidah, Lokossa et Dangbo :
- École polytechnique d'Abomey-Calavi (EPAC)[13] ;
- École nationale d'administration et de magistrature (ENAM) ;
- Institut de Formation et de Recherche en Informatique (IFRI)
- Institut de langue arabe et de civilisation islamique (ILACI) ;
- Institut de mathématiques et de sciences physiques[14] (IMSP) ;
- École nationale d'économie appliquée et de management[15] (ENEAM) ;
- Institut national de la jeunesse, de l'éducation physique et sportive (INJEPS) ;
- Institut universitaire de technologie (IUT) ;
- Institut national de l'eau (INE) ;
- Faculté des sciences de la santé (FSS) ;
- Faculté des sciences agronomiques (FSA) [16] ;
- Institut régional de santé publique (IRSP)[17] ;
- Haute École régionale de commerce international (HERCI) ;
- École nationale des sciences et techniques de l'information et de la communication (ENSTIC) ;
- École des sciences et techniques du bâtiment et de la route (ESTBR) ;
- École normale supérieure (ENS) ;
- École normale supérieure de l'enseignement technique (ENSET) ;
- Centre interfacultaire de formation et de recherche en environnement pour le développement durable (CIFRED) ;
- Centre de formation et de recherche en matière de population (CEFORP) ;
- Institut de formation et de recherche en informatique (IFRI)[18] ;
- Centre béninois des langues étrangères (Cebelae).

### Écoles doctorales
L'université d'Abmey-Calavi compte dix écoles doctorales dans les différents domaines scientifiques  :
- École doctorale pluridisciplinaire Espaces, cultures et développement ;
- Chaire UNESCO Droit de la personne humaine et de la démocratie ;
- École doctorale Sciences juridiques, politiques et administratives ;
- École doctorale Sciences économiques et de gestion ;
- École doctorale Sciences de l'ingénieur ;
- École doctorale Sciences de la vie et de la terre ;
- École doctorale Sciences de la santé ;
- École doctorale Sciences exactes et appliquées ;
- École doctorale Sciences agronomiques et de l'eau ;
- École doctorale pluridisciplinaire Éducation physique, sportive et développement humain.

### Laboratoires et unités de recherche
Chaque établissement de l'université d'Abomey-Calavi dispose d'au moins un laboratoire permettant aux enseignants et aux chercheurs à tous les niveaux de conduire des travaux de recherche  :
- École nationale d'administration et de magistrature (ENAM) :
  - Centre de recherche et de documentation (Credo) ;
- École polytechnique d'Abomey-Calavi (EPAC) :
  - laboratoire d'étude et de recherche en chimie appliquée (LERCA),
  - laboratoire de recherche en biologie appliquée (LARBA),
  - laboratoire électronique, de télécommunication et d'informatique appliquée (LETIA),
  - laboratoire d’énergétique et de mécanique appliquée (LEMA),
- Faculté des lettres, arts et sciences humaines,
  - laboratoire Pierre Pagney Climats, Eau, Environnement et Dynamique des Écosystèmes (Laceede) ;
- Faculté de droit et de sciences politiques (Fadesp) :
  - chaire UNESCO des droits des personnes et de la démocratie ;
- Faculté des sciences et techniques (Fast) :
  - Laboratoire d'Ecologie et de Management des Ecosystèmes Aquatiques (LEMEA)
  - laboratoire de chimie organique physique et de synthèse (Lrcops),
  - laboratoire de recherche en traitement et conservation des produits halieutiques (LRTCPH),
  - laboratoire de chimie théorique et de spectroscopie moléculaire (LCTSM),
  - laboratoire d'expertise et de recherche en chimie de l'eau de l'environnement (LERCEE),
  - laboratoire de biochimie et de biologie moléculaire (LBBM),
  - laboratoire de pharmacognosie et des huiles essentielles (LPHE),
  - laboratoire de physique mathématique et théorique (LPMT),
  - laboratoire de modélisation des systèmes hydrodynamiques appliquée (Lmshda),
  - laboratoire de sédimentologie, hydrologie et environnement (LSHE),
  - laboratoire de physique du rayonnement (LPR),
  - laboratoire de recherche sur les zones humides (LRZH),
  - laboratoire de génétique et de biotechnologie (LGB),
  - laboratoire de microbiologie et de technologie alimentaire (Lamita),
  - laboratoire de biologie et de physiologie cellulaires (LBPC),
  - laboratoire de botanique et d'écologie végétale (LBEV),
  - laboratoire de biologie et du typage moléculaire en microbiologie (LBTMM),
  - laboratoire de biomembranes et signalisation cellulaire (LBSC) ;
- Faculté des sciences humaines et sociales (FASHS) et Faculté des lettres langues, arts et communication (FLLAC) :
  - laboratoire Pierre Pagney - climats, eau et développement (LPPCED),
  - laboratoire Ablôdé,
  - laboratoire d'étude des dynamiques urbaines et régionales (LEDUR),
  - laboratoire GBE international,
  - laboratoire de dynamique des langues et cultures (LDLC),
  - laboratoire béninois de recherche et d'étude en traditions orales (Labreto) ;
- Faculté des sciences agronomiques (FSA) :
  - laboratoire d'écologie appliquée (LEA),
  - laboratoire de biomathématiques et d'estimations forestières (Labef),
  - laboratoire d'ethnopharmacologie et santé animale (LESA),
  - laboratoire hydraulique et de maitrise de l'eau (LHME),
  - laboratoire de physico-chimie des aliments (LPCA),
  - laboratoire d'hydrobiologie et d'aquaculture (LHA),
  - laboratoire de biologie végétale (LBV),
  - laboratoire des sciences forestières (LSF),
  - laboratoire de physiologie de la nutrition (LPN),
  - laboratoire de microbiologie et biotechnologie alimentaires (LMBA),
  - laboratoire de recherche avicole et de zoo-économie (LRAZE),
  - laboratoire de zootechnie (LZ) ;
- Faculté des sciences de la santé (FSS) :
  - laboratoire d'anatomie et d'organogénèse (LAO),
  - laboratoire de parasitologie mycologie (LPM),
  - laboratoire de biophysique et médecine nucléaire (LBMN),
  - laboratoire de biologie humaine (LBH),
  - laboratoire de bactériologie et virologie (LBV),
  - laboratoire d'hématologie (LH),
  - unité de gynécologie obstétrique (UGO),
  - unité d'endocrinologie et des maladies métaboliques (UEMM),
  - unité d'hépato-gastro-entérologie (UHE),
  - unité d'hygiène hospitalière (UHH),
  - unité d'imagerie médicale (UIM),
  - unité d'odonto-stomatologie (UOS),
  - unité d’ophtalmologie (UO),
  - unité d'oto-rhino-laryngologie (UORL),
  - unité d'urologie (UU),
  - unité de chirurgie viscérale A (UCV),
  - unité de chirurgie viscérale B (UCV),
  - unité de chirurgie traumatologie orthopédie (UCTO),
  - unité de dermatologie(UD),
  - unité de médecine interne (UMI),
  - unité de neurologie (UN),
  - unité de pédiatrie et génétique médicale/Hosp (UPGM),
  - unité de psychiatrie (UP),
  - unité de rhumatologie (UR),
  - unité médicale d'accueil des urgences (UMAU),
  - unité d’anesthésie et de réanimation (UAR),
  - unité de rééducation et de réadaptation fonctionnelle (URRF),
  - unité de soins d'enseignement et de recherche en cardiologie (USERC) ;
- Institut de formation et de recherche en informatique (IFRI) :
  - laboratoire de recherche en sciences informatiques et applications (LRSIA) ;
- Institut de mathématique et de physique (IMSP) :
  - laboratoire de recherche mathématique et physique mathématique (LRMPM),
  - laboratoire de recherche en physique théorique (LRPT),
  - laboratoire de recherche en didactique des sciences et des technologies (LRDST),
  - laboratoire ingénierie de génie informatique et science appliquées (IGISA) ;
- Institut national de la jeunesse, de l'éducation physique et du sport (INJEPS) :
  - laboratoire des sciences sociales et humaines (LSSH),
  - laboratoire d'activités physiques sportives et motrices (LAPSM).

### Statistiques
L'université d'Abomey-Calavi connaît une évolution exponentielle de l'effectif des étudiants. De 26 801 étudiants en 2002, cet effectif est passé à 67 453 étudiants en 2012.
Évolution de l'effectif des étudiants et des inscriptions à l'université d'Abomey-Calavi de 2002 à 2012.
| Années    | Nombre total d'étudiants | Nombre total d'inscriptions |
| --------- | ------------------------ | --------------------------- |
| 2002-2003 | 26 801                   | 30 414                      |
| 2003-2004 | 27 177                   | 31 098                      |
| 2004-2005 | 28 601                   | 31 041                      |
| 2005-2006 | 34 518                   | 37 527                      |
| 2006-2007 | 40 048                   | 43 242                      |
| 2007-2008 | 38 350                   | 41 396                      |
| 2008-2009 | 48 165                   | 54 736                      |
| 2009-2010 | 59 296                   | 73 166                      |
| 2010-2011 | 65 096                   | 78 464                      |
| 2011-2012 | 67 453                   | 81 948                      |

#### Offres de formation
L'université d'Abomey-Calavi est une institution pluridisciplinaire. Elle offre des formations dans la quasi-totalité des domaines des sciences et technologies. Les offres de formation sont basées sur le système licence, master, doctorat (LMD).
Comme en Europe, la licence se déroule en six semestres avec trente crédits par semestre (cent-quatre vingt crédits au total), et pour le master, il faut cent-vingt crédits répartis sur quatre semestres (trente crédits par semestre).